# Torill Thorstad Haugerová
Torill Thorstad Hauger(ová) (22. listopadu 1943, Oslo – 4. července 2014, tamtéž) byla norská spisovatelka především knih pro děti a mládež.

## Život
Torill Thorstad Haugerová vyrůstala v Oslu ve staré dělnické čtvrti Vika. Po maturitě vystudovala v letech 1962–1966 germanistiku, etnologii, folklór a archeologii na Univerzitě v Oslu a v letech 1962–1964 také absolvovala tamější Národní akademii umění a designu. Od roku 1966 do roku 1975 pracovala jako historička Historického muzea v Oslu, nejprve v Národní sbírce starožitností a od roku 1970 v odboru věnovaném Vikingům.
Roku 1976 debutovala dokumentárním románem Karl Eugen Olsen fra Vika (Karl Eugen Olsen z Viky), kterým zvítězila v soutěži nakladatelství Gyldendal Norsk Forlag o nejlepší knihu literatury faktu v daném roce. V knize autorka na základě hlubokých znalostí a s velkým citem zachytila život v dnes již přestavěné tehdejší dělnické čtvrti Vika v Oslu kolem roku 1900. Poté vydala více než dvacet knih, převážně historických románů určených především pro děti a mládež. Odehrávají se z různých obdobích, často v epoše Vikingů. Je také spoluautorkou několika učebnic dějepisu. Za své dílo získala celou řadu ocenění a její knihy byly přeloženy do patnácti jazyků.

## Dílo

### Dokumentární romány
- Karl Eugen Olsen fra Vika (1976, Karl Eugen Olsen z Viky), zachycení života v dnes již přestavěné tehdejší dělnické čtvrti Vika v Oslu kolem roku 1900. Kniha získala první cenu v soutěži nakladatelství Gyldendal Norsk Forlag o nejlepší knihu literatury faktu v roce 1976.
- Trekk fra Oslos historie (1981), příběhy z historie Osla.
- Krestiane Kristiania (1984), zobrazení života žen pracujících v továrnách v Oslu zhruba od roku 1880 do konce první světové války. Kniha získala první cenu v soutěži nakladatelství Gyldendal Norsk Forlag o nejlepší knihu literatury faktu v roce 1984 a Cenu norských knihkupců za rok 1984.

### Historické romány pro dospělé
- I Dorotheas hus (1986), život první známé norské spisovatelky Dorothey Engelbretsdatterové ze 17. století.
- Måne over Eikaberg (1998, Měsíc nad Eikabergem), příběh ženy ze středověkého Norska.

### Knihy pro děti a mládež
- Šestidílná románová série z doby Vikingů z 10. století napsaná v letech 1978 až 2003. Jednotlivé díly se odehrávají ve stejném prostředí, ale z různého úhlu pohledu. V prvních dvou knihách je to pohled irských otroků, další z pohledu synů jarlů a z pohledu dívky, která žije mimo komunitu. Série se skládá z těchto knih:
  - Røvet av vikinger (1978, Uneseni Vikingy), česky vydáno společně s dějově navazujícím románem Útěk před Vikingy pod názvem V zajetí Vikingů.
  - Flukten fra vikingene (1979, Útěk před Vikingy), česky vydáno společně s dějově předcházejícím románem Uneseni Vikingy pod názvem V zajetí Vikingů.
  - Sigurd Drakedreper (1982, Sigurd Drakobijce), kniha vypráví o synovi jarla, který je pojmenován podle hrdiny staré severské ságy. Kniha získala Literární cena za dětskou literaturu od Ministerstva kultury a církevních záležitostí v roce 1982 a roku 1984 byla autorka za tuto knihu zařazena na čestnou listinu IBBY.
  - Ravnejenta 1989, Krkavčí dítě), příběh dívky s léčitelskými schopnostmi považované za čarodějnici, která žije mezi dvěma soupeřícími šlechtickými rody.
  - Tord Illugesson (1995), příběh šlechtickém mladíka, tentokrát z rodu jarla, který je znesvářen s rodem, ze kterého pochází Sigurd Drakedreper.
  - Ulvebarna i Vikingdalen (2003, Vlčí děti v údolí Vikingů), závěrečná část románové série.
- Det kom et skip til Bjørgvin i 1349 (1980, V Bergenu přistála roku 1349 ona loď), román o epidemii moru v Norsku zavlečeném sem z anglcké lodi z pohledu dvou mladých lidí. Kniha získala Cenu Asociace norských kritiků v oblasti literatury pro děti a mládež za rok 1980.
- Den lange reisen (1987–1991, Dlouhá cesta), románová tetralogie o norském vystěhovalectví do Ameriky v 19. století. Roku 1991 získala Dlouhá cesta Literární cenu za dětskou literaturu od Ministerstva kultury a církevních záležitostí. Tetralogie se skládá z těchto částí:
  - Amerika, Amerika! (1987),
  - Rødhudenes land (1988, Země rudochů),
  - Lincolns blå soldat (1990, Lincolnův modrý voják),
  - Oppbrudd (1991, Exodus).
- Den store Chicagoreisen (1988), kniha literatury faktu pro děti. Roku 1989 získala kniha Evropskou cenua Piera Paola Vergeria.
- Varulven og Iselin (1992, Vlkodlak a Iselin), příběh chlapce, který zjišťuje, že je přitahován zlem
- Sagaen om Håkon og Kristin (1993, Sága o Haakonovi a Kristin), historický román z počátku 13. století.
- Tarzan på loftet (1993, Tarzan v podkroví), příběh z dětství ve starém Oslu.
- Barna på Akersborg (1999, Děti na Akesborgu), román z konce 13. století z doby stavby pevnosti Akershus.
- Simon og St. Hallvard (1999, Šimon a svatý Hallvard), román z doby christianizace Norska v 11. století.

### Ostatní
- Tři učebnice dějepisu pro základní školy z let 1978–1981.
- Den blå planeten (1984, Modrá planeta), kniha o ochraně životního prostředí.
- Her er vi! (1989, Tady jsme!), příběhy.
- Pegasus forteller (1997, Pegas vypráví), ohlédnutí za životy norských autorů knih pro děti a mládež za posledních dvě stě let.

## Ocenění
- 1976: První cena v soutěži nakladatelství Gyldendal Norsk Forlag o nejlepší knihu literatury faktu v daném roce za dokumentární román Karl Eugen Olsen fra Vika (Karl Eugen Olsen z Viky).[5]
- 1980: Cena Asociace norských kritiků v oblasti literatury pro děti a mládež za knihu Det kom et přeskočit til Bjørgvin i 1349 (V Bergenu přistála roku 1349 ona loď).[6]
- 1980: Literární cena za dětskou literaturu od Ministerstva kultury a církevních záležitostí za román Det kom et přeskočit til Bjørgvin i 1349 (V Bergenu přistála roku 1349 ona loď).[5]
- 1982: Literární cena za dětskou literaturu od Ministerstva kultury a církevních záležitostí za román Sigurd Drakedreperen (Sigurd Drakobijce).[5]
- 1984: Zařazení na čestnou listinu IBBY za román Sigurd Drakedreperen (Sigurd Drakobijce).[7]
- 1984: První cena v soutěži nakladatelství Gyldendal Norsk Forlag o nejlepší knihu literatury faktu v daném roce za dokumentární román Krestiane Kristiania.[5]
- 1984: Cena norských knihkupců za dokumentární román Krestiane Kristiania.[8]
- 1984: Prøysenprisen, norská cena pro vyznamenání umělců různých žánrů.[9]
- 1987: Umělecká cena města Osla.[10]
- 1989: Cena Norské asociace školních knihovníků za historické knihy pro děti a mládež.[11]
- 1989: Evropská cena Piera Paola Vergeria za literaturu faktu za knihu Den store Chicagoreisen.[5]
- 1991: Doblougova cena, cena pro norskou a švédskou literaturu udělovaná Královskou švédskou akademií věd[12]
- 1991: Speciální literární cena za dětskou literaturu od Ministerstva kultury a církevních záležitostí za románovou terralogii Den lange reisen (Dlouhá cesta).[13]
- 1994: Nordická knižní cena za dětskou literaturu.[14]

## Filmové adaptace
- Sigurd Drakedreper (1989, Sigurd Drakobijce), norský film, režie Knut W. Jorfald a Lars Rasmussen.

## Česká vydání
- V zajetí Vikingů, Albatros, Praha 1988, přeložila Hana Ševčíková, společné vydání románů Uneseni Vikingy a Útěk před Vikingy.